# Топонимия Швеции

Административное деление Швеции

Топонимия Швеции — совокупность географических названий, включающая наименования природных и культурных объектов на территории Швеции. Структура и состав топонимии страны обусловлены её географическим положением, этническим составом населения и богатой историей.

## Название страны
Название Швеции на шведском языке звучит как швед. Sverige (слушать)о файле. Происходит от древнескандинавского «svear-rige» — «государство свеев (шведов)», которые назывались Sweon/Sweonas. Это самоназвание в форме Swerike встречается в шведских источниках с конца XIII века, в форме Svearike — с XIV века, а также в исландских источниках в форме Svíaríki и древнегутнийских — Suiariki. В средние века этот топоним использовался лишь применительно к Свеаланду, «земле свеев» и противопоставлялся Гёталанду, «земле гётов». Компонент riki, означающий «государство», появляется в названии шведского законодательного органа, риксдага (ср. дат. rigsdag, нем. Reichstag).
К концу XV века написание топонима изменилось на Swerighe в Швеции и Дании. В XVII веке появились варианты Swerghe, Swirghe, Swirge. По оценкам лингвистов, несмотря на разницу в написании, произношение топонима в вариантах Svearike и Sverige было приблизительно одинаковым. Ивар Моддер высказал гипотезу, популяризированную Яном Гийу, что форма Svearige является заимствованием из датского языка с различными коннотациями.
В России до Петра I шведов называли свеи, затем восторжествовала форма, заимствованная при посредничестве других языков.
Официальное название страны — Королевство Швеция (швед. Konungariket Sverigeо файле).

## Формирование и состав топонимии
Скандинавские страны отличаются лучшей в мире топонимической изученностью. Этому способствовали как ранние топонимические исследования, начатые более ста лет назад, так и соответствующие исторические исследования, а также комплексный подход к топонимии, отсутствующий во многих странах.
Для шведской топонимии характерны такие слова и географические термины, как эльв («река, вода»), гамм («остров»), фьорд («залив»), борг («крепость»), стад («поселение, поля»), сунд («пролив»), вик («залив, бухта»), форс («водопад») и др.: Лайнис-эльв, Эреэльв, Лулеэльв, Бергвик, Вестервик, Арнесунд, Иггесунд, Греббестад, Мариенстад, Сольвесборг, Венерсборг, Вестерфорд, Седерфорс, Тидагольм, Стокгольм и др.

## Топонимическая политика
Топонимической политикой в стране занимается Управление картографии, земельного кадастра и регистрации (швед. Lantmäteriet), созданное в 1974 году.